# リオデジャネイロ州立大学
リオデジャネイロ州立大学（リオデジャネイロしゅうりつだいがく、ポルトガル語: Universidade do Estdo do Rio de Janeiro,略称 UERJ）とは、ブラジルのリオデジャネイロに置かれている州立大学である。

## 歴史
リオデジャネイロ州立大学は、1952年に連邦直轄地大学 (Universidade do Distrito Federl) として設立された後、1958年にリオデジャネイロ大学 (Universidade do Rio de Janeiro) と改称し、1961年にグアナバラ大学 (Universidade da Guanabara) とまた改称し、 さらに1975年に現在の名称となった。
大学設立当時、リオデジャネイロはブラジルの首都であったため、教育における国家戦略のひとつとして、それまでリオデジャネイロ州内にあったいくつかの教育機関を合併改組して近代的大学組織とした。
母体となった教育機関としては、法学大学 (Faculdade de Direito)、経済学大学 (Faculdade de Ciências Econômicas)、医学大学 (Faculdade de Ciências Médicas) などがある。